# Джо Стіл (роман)
Джо Стіл (англ. Joe Steele) — роман про альтернативну історію Гаррі Тертлдава, вперше опублікований Roc Books / New American Library у твердій обкладинці та у вигляді електронної книги у квітні 2015 року. Це розширена версія однойменного оповідання автора 2003 року.
Оригінальна концепція походить від рядка в пісні Дженіс Ієн «Бог і ФБР», де говориться: «Сталін був демократом». У передмові Тертлдов пояснює, що, почувши цю пісню, він почав уявляти причини, чому Сталін був демократом, і з цього виросла історія. Дженіс Ієн була редакторкою оригінального оповідання і є присвятою роману, що врешті-решт з'явився.

## Короткий зміст сюжету
У романі досліджується, що могло б статися, якби Йосип Сталін виріс у Сполучених Штатах, припускаючи, що його батьки емігрували за кілька місяців до його народження, а не залишилися в Російській імперії. На ньому зображено Сталіна (в цій історії він брав ім'я Джо Стіл), який виріс в американського політика, піднявся до президентства та утримував його безжальними методами під час Великої депресії, Другої світової війни та початку холодної війни. У президента зображено душу тирана, а реальна кар'єра Сталіна відображається діями Стіла.
Під час з'їзду Демократичної партії 1932 року в Чикаго, штат Іллінойс, партія визначилася з двома фаворитами — це конгресмен від Каліфорнії Джо Стіл і чинний губернатор Нью-Йорка Франклін Делано Рузвельт. Однак після двох днів голосування жоден з кандидатів не має необхідної більшості у дві третини, хоча Рузвельт мав невелику перевагу. Розуміючи, що він може програти після ще одного дня голосування, Стіл наказав одному зі своїх помічників Вінсу «Молоту» Скрябіну спалити Рузвельта заживо в особняку виконавчої влади штату Нью-Йорк в Олбані. Інші помічники Стіла Лазар Каган і Стас Мікоян не були в курсі початкового планування. Однак Чарлі Салліван випадково почув, як Скрябін телефоном віддав наказ про підпал. Стіл ніколи цього не знав. Однак, у світлі «справедливості» Саллівана у його репортажах, Стіл особисто зустрівся з Салліваном і пообіцяв, що Салліван завжди матиме доступ до табору Стіла.
Коли особняк виконавчої влади штату Нью-Йорк був підпалений, Рузвельт згорів заживо у вогні, оскільки він не зміг вчасно втекти через те, що він був знерухомлений через поліомієліт. Його дружина Елеонора і кілька членів персоналу особняка також гинуть у вогні. Після смерті Рузвельти були поховані в Гайд-парку в Нью-Йорку.
Після смерті Рузвельта в Демократичної партії немає іншого вибору, окрім як висунути Стіла своїм кандидатом на президентських виборах 1932 року з Джоном Ненсом Гарнером із Техасу як його напарником, з яким Стіл досяг домовленості на ранніх стадіях. Стіл переміг чинного республіканця Герберта Гувера з розгромною перемогою і став 32-м президентом Сполучених Штатів.
Замість плану Нового курсу Рузвельта Стіл реалізує Чотирирічний план замість сталінського п'ятирічного плану, який передбачає масштабні інфраструктурні проєкти, націоналізацію банків і формування Управління долини Теннессі, як у фактичному графіку, але також утворення трудових таборів для полонених для псевдоворогів держави, яких називають шкідниками. Спроба Рузвельта змусити Верховний суд Сполучених Штатів ухвалити більше законів Нового курсу відображена в арешті Стілом чотирьох суддів Верховного суду, які не погоджувалися (Пірса Батлера, Джеймса Кларка Макрейнольдса, Джорджа Сазерленда та Вілліса Ван Девантера), відомих як «четвірка Верховного суду» за звинуваченням у допомозі іноземним світовим державам. Арештованих страчено. Інші політичні вороги отримують проти себе схожі звинувачення. Звинувачений сенатор Г'юї Лонг втікає до своєї бази влади в Луїзіані, але, попри це, його вбивають.
У 1936 році Стіл і Гарнер були переобрані в переконливій боротьбі проти кандидата від Республіканської партії Альфа Лендона та його напарника Френка Нокса, які отримали лише вісім голосів виборців від Мена і Вермонта. Стіл і Гарнер також перемагають Венделла Вілкі в 1940 році, Томаса Едмунда Дьюї в 1944 році, Гарольда Стассена в 1948 році та Роберта Тафта в 1952 році.
На цій шкалі часу Лев Троцький залишився спадкоємцем Леніна, але піднесення Гітлера в післявоєнній Німеччині починається з такою ж швидкістю, як і в реальному світі. Коли в Європі починається Друга світова війна, Стіл неохоче бере на себе зобов'язання допомогти Актом про ленд-ліз Вінстону Черчиллю та Троцькому. Коли у 1941 році Японія атакує Перл-Харбор, Стіл створює трибунали, щоб вимагати звіту від командувачів генерала Шорта та адмірала Кіммела, і страчує їх за некомпетентність. Коли Філіппіни спіткає приблизно така ж доля, Дугласа Макартура евакуюють до Австралії, а потім до Сполучених Штатів, після чого його додатково звинувачують у некомпетентності. Розлючений Макартур заперечує всі звинувачення, але погоджується на страту, щоб пощадити свою родину.
За винятком Макартура, війна йде майже так само, як і в реальному світі. Проте не було Манхеттенського проекту, оскільки Альберт Ейнштейн не звернувся до президента Стіла, щоб запропонувати програму створення атомної бомби. Без ядерної зброї основою для завершення Другої світової війни є підготовка вторгнення в Японію, коли американські війська висадяться з півдня, а радянські війська — з півночі. Після того як під час повітряного нальоту гине імператор Хірохіто, японці втрачають бажання битися і здаються.
Після капітуляції Японії радянські війська окупували острів Хоккайдо та північну частину Хонсю під керівництвом Федора Толбухіна з деякими японськими комуністами, які діяли як його маріонетки в новій «Японській Народній Республіці» (Північна Японія). Подібним чином США встановлюють «Конституційну монархію Японії» (Південна Японія) на півдні Хонсю, Кюсю та Сікоку. 12-річний син Хірохіто Акіхіто стає новим імператором, хоча він діє як маріонетка генерала Дуайта Ейзенхауера, який фактично керує країною. Річка Агано діє як кордон між двома державами з демілітаризованою зоною в три милі в обидва боки.
Тим часом у середині 1945 року радянська влада звільнила Корейський півострів від японців та створила маріонеткову державу Корейську Народно-Демократичну Республіку на чолі з Кім Ір Сеном.
Докази німецьких ядерних випробувань, захоплені західними союзниками наприкінці війни, привертають увагу Стіла, який вимагає відповіді від Ейнштейна. Ейнштейн заявляє про потенціал зброї величезної руйнівної сили, але каже, що він не хотів, щоб така зброя потрапила в руки Джо Стіла. Стіл страчує Ейнштейна (разом з Робертом Оппенгеймером, Енріко Фермі та іншими колегами). Американський ядерний проєкт поспішно розпочинається іншими вченими.
Холодна війна між Троцьким і Стілом загострилася в червні 1948 року, що призвело до аналога Корейської війни у Японії між комуністичною Північчю та непідготовленим Півднем, яка закінчилася в серпні 1949 року після короткого ядерного обміну, в результаті якого Сендай був знищений ядерною зброєю американців і Нагано Радами. У 1952 році Стіл обирається на свій шостий президентський термін замість кандидата від республіканців Роберта Тафта з похмурим віцепрезидентом Джоном Ненсом Гарнером на буксирі.
6 березня 1953 року Стіл помер від інсульту у віці 74 років. Гарнер стає президентом шокованого кабінету, що складається з друзів Стіла. Дуже швидко він майже всіх їх усунув. Однак осмілілий Конгрес за гріхи Стіла оголосив Гарнеру імпічмент, і виконавча влада стає вакантною. У політичному вакуумі політичний контроль бере на себе директор ФБР Джон Едгар Гувер. Він стає директором Сполучених Штатів. Потім з'ясовується, що його правління країною є ще більш безжальним і тиранічним, ніж правління Стіла.